# Хариту, Андреас
Андреас Хариту (греч. Ανδρέας Χαρίτου; 29 декабря 1961) — кипрский футболист, бывший вратарь сборной Кипра.

## Клубная карьера
С 1983 года Хариту был игроком клуба «Омония» (Никосия). В составе команды 7 раз становился чемпионом Кипра и 4 раза выигрывал кубок страны. Также принимал участие в европейских клубных турнирах, но без особого успеха. Завершил карьеру в 2004 году.

## Карьера в сборной
В составе сборной Кипра дебютировал 1 сентября 1984 года в товарищеском матче со сборной Греции (0:2), в котором вышел на замену после перерыва при счёте 0:0, заменив Андреаса Константину, и пропустил два мяча в концовке встречи. Был основным вратарём сборной в отборочном турнире чемпионата Европы 1988.
28 октября 1987 года в рамках отборочного турнира сборная Кипра играла против сборной Нидерландов в Роттердаме. В первые минуты матча во вратаря сборной Кипра Андреаса Хариту был брошен фальшфейер с трибуны, из-за чего матч был прерван на некоторое время, а сам голкипер был на носилках вынесен с поля. Несмотря на происшествие, арбитр матча Рожер Филиппи разрешил продолжить игру, которая завершилась победой хозяев со счётом 8:0. Позднее УЕФА аннулировала итоги матча и присудила Кипру техническую победу со счётом 3:0, однако в итоге Нидерланды смогли добиться переигровки матча.
Также Хариту принимал участие в отборочных турнирах чемпионата мира 1990 и чемпионата Европы 1992, а всего сыграл за национальную команду 15 матчей. Последний матч за сборную Кипра провёл 13 ноября 1991 года против сборной СССР (0:3), в котором пропустил 3 мяча. Интересно, что этот матч стал последним в истории сборной СССР.

## Достижения
- Чемпион Кипра (7): 1983/84, 1984/85, 1986/87, 1988/89, 1992/93, 2000/01, 2002/03
- Обладатель Кубка Кипра (4): 1987/88, 1990/91, 1993/94, 1999/00